# Torneo di Wimbledon 1955
Il Torneo di Wimbledon 1955 è stata la 69ª edizione del Torneo di Wimbledon e terza prova stagionale dello Slam per il 1955.
Si è giocato sui campi in erba dell'All England Lawn Tennis and Croquet Club di Wimbledon a Londra, in Gran Bretagna.

## Campioni

### Senior

#### Singolare maschile
Tony Trabert ha battuto in finale  Kurt Nielsen con il punteggio di 6–3 7–5 6–1.

#### Singolare femminile
Louise Brough ha battuto in finale  Beverly Baker Fleitz con il punteggio di 7–5, 8–6.

#### Doppio maschile
Rex Hartwig /  Lew Hoad hanno battuto in finale  Neale Fraser /  Ken Rosewall con il punteggio di 7–5, 6–4, 6–3.

#### Doppio femminile
Angela Mortimer /  Anne Shilcock hanno battuto in finale  Shirley Bloomer /  Patricia Ward con il punteggio di 7–5, 6–1.

#### Doppio misto
Doris Hart /  Vic Seixas hanno battuto in finale  Louise Brough /  Enrique Morea 8–6, 2–6, 6–3.

### Junior

#### Singolare ragazzi
Michael Hann ha sconfitto in finale  Jan-Erik Lundquist con il punteggio di 6–0, 11–9.

#### Singolare ragazze
Sheila Armstrong ha sconfitto in finale  Béatrice de Chambure con il punteggio di 6–2, 6–4.